# Oberlarg
Oberlarg je občina v departmaju Haut-Rhin francoske regije Alzacija.
Leta 1990 je v občini živelo 146 oseb oz. 18 oseb/km².